# Бестиарий

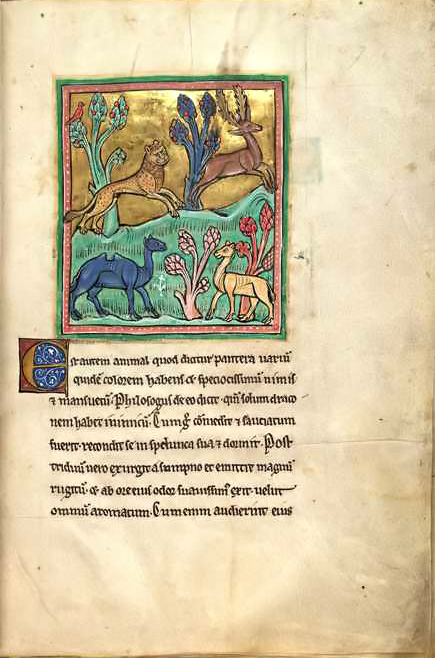
«Леопард» — изображение на бестиарии XIII века, названном «Рочестерским бестиарием»

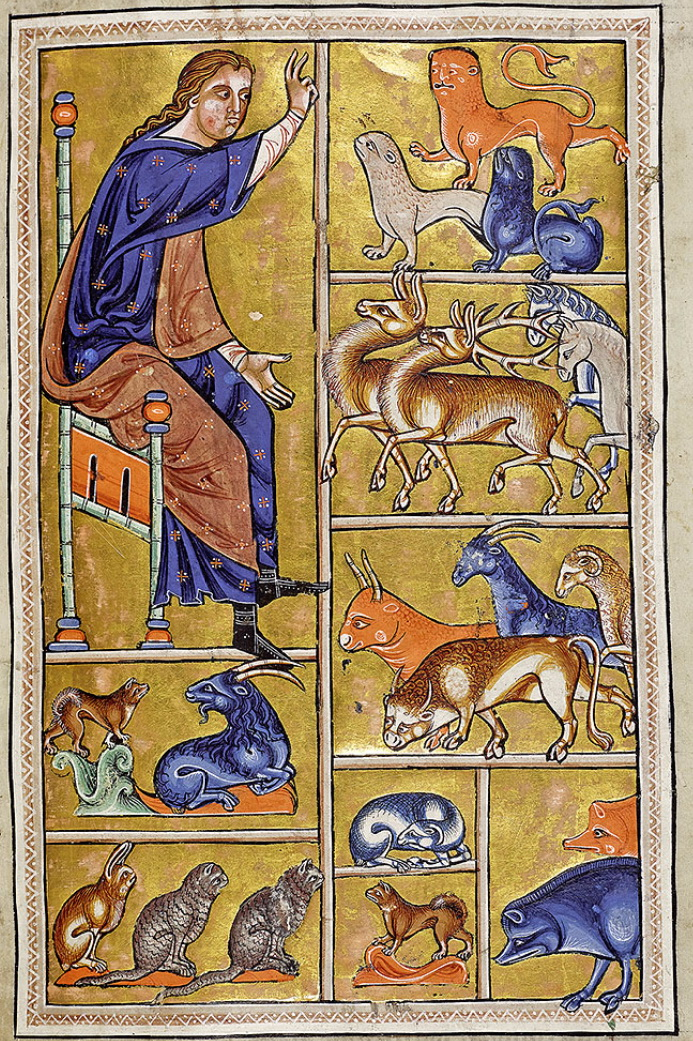
Фрагмент «Абердинского бестиария», XII век

Бестиа́рий (от лат. bestia «зверь») — средневековый сборник зоологических статей (с иллюстрациями), в которых подробно описывались различные животные в прозе и стихах, главным образом, с аллегорическими и нравоучительными целями. Один из первых источников бестиариев — греческий трактат «Физиолог». Наиболее известны старо-французские бестиарии: Ph. de Thaon’a (XII век), Gervaise (XIII), Ришара де Фурниваля (XIII, изд. Hippeau, 1860) и др.

## Применение определения
В древнерусской литературе бестиарии назывались «физиологами». Очень часто в бестиариях появлялись статьи, где подробно и с иллюстрациями описывались животные, которые не существуют на самом деле. Например, дракон, василиск, мантикора и др.
Авторы уподобляли тварей образам и понятиям религии и морали, расшифровывая их, как иероглифы. Вслед за библейским разграничением «чистых» и «нечистых» существ, бестиаристы противопоставляли животных, символизировавших Христа (орёл, феникс, пеликан), тварям, вызывавшим ассоциации с образом дьявола (жаба, обезьяна). Природа воспринималась как арена постоянной борьбы добрых и злых сил.
Также бестиарием можно назвать вообще любой сборник статей о несуществующих животных, в том числе и современный. Например, «Фантастический бестиарий» Кира Булычёва или «Бестиарий» Анджея Сапковского. Также к жанру бестиариев можно отнести «Книгу вымышленных существ» Х. Л. Борхеса или «Фантастические твари и где они обитают» Джоан Роулинг.